# Harbour/Tyne Street Historic Area

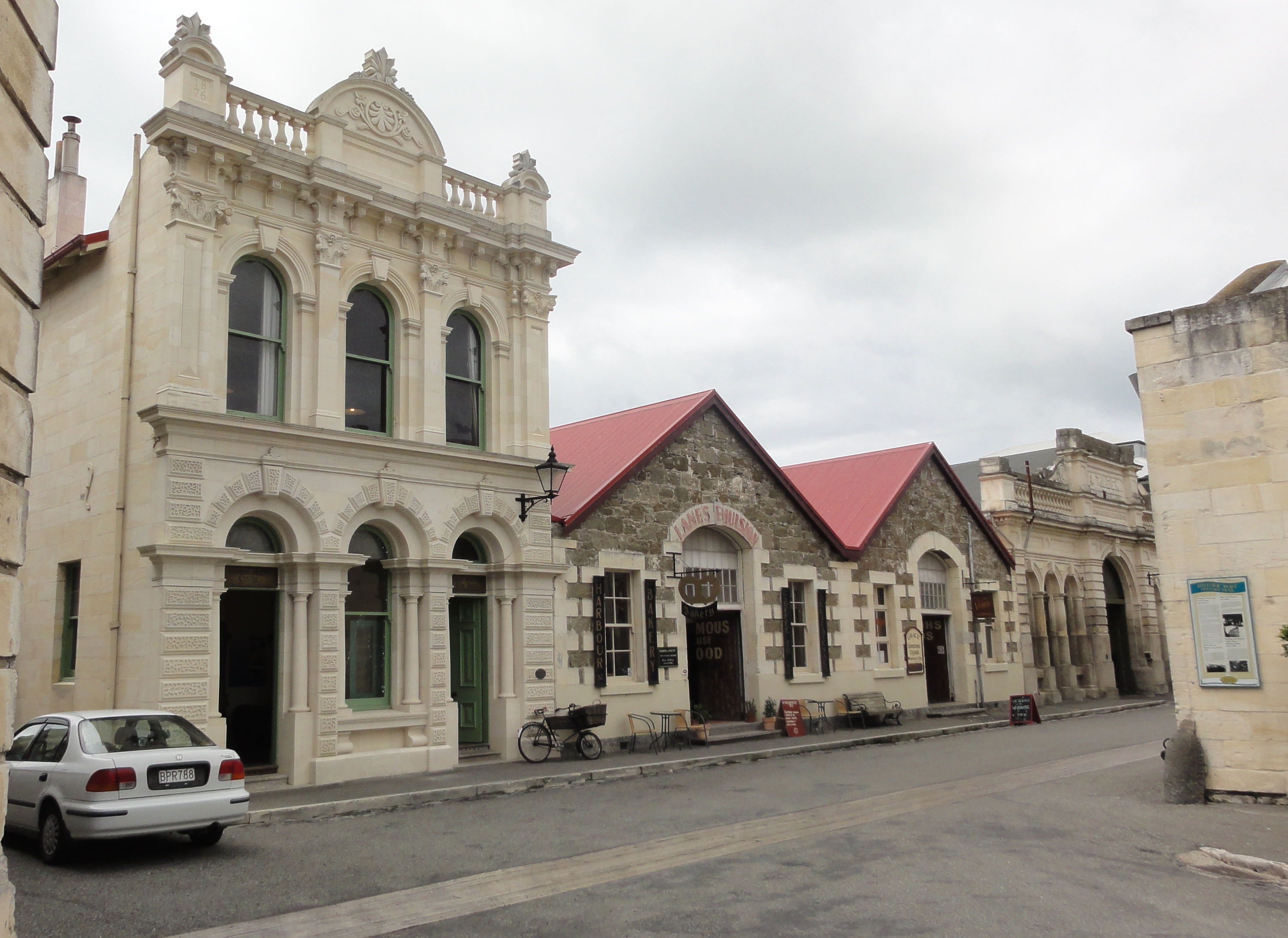
Beginn der Harbour Street, links das Büro des Oamaro Harbour Board, in der Mitte AH Maude's Stores

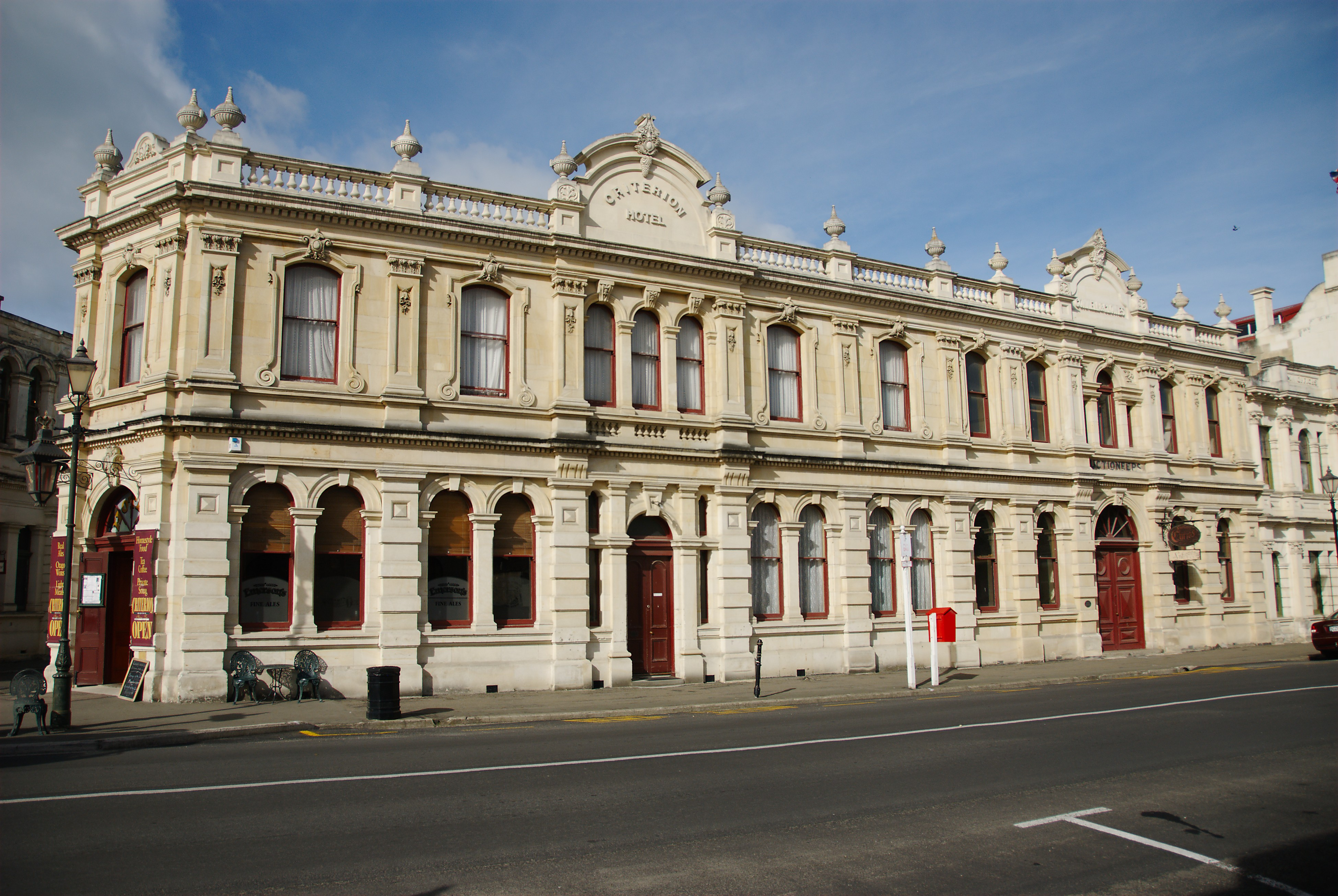
Criterion Hotel

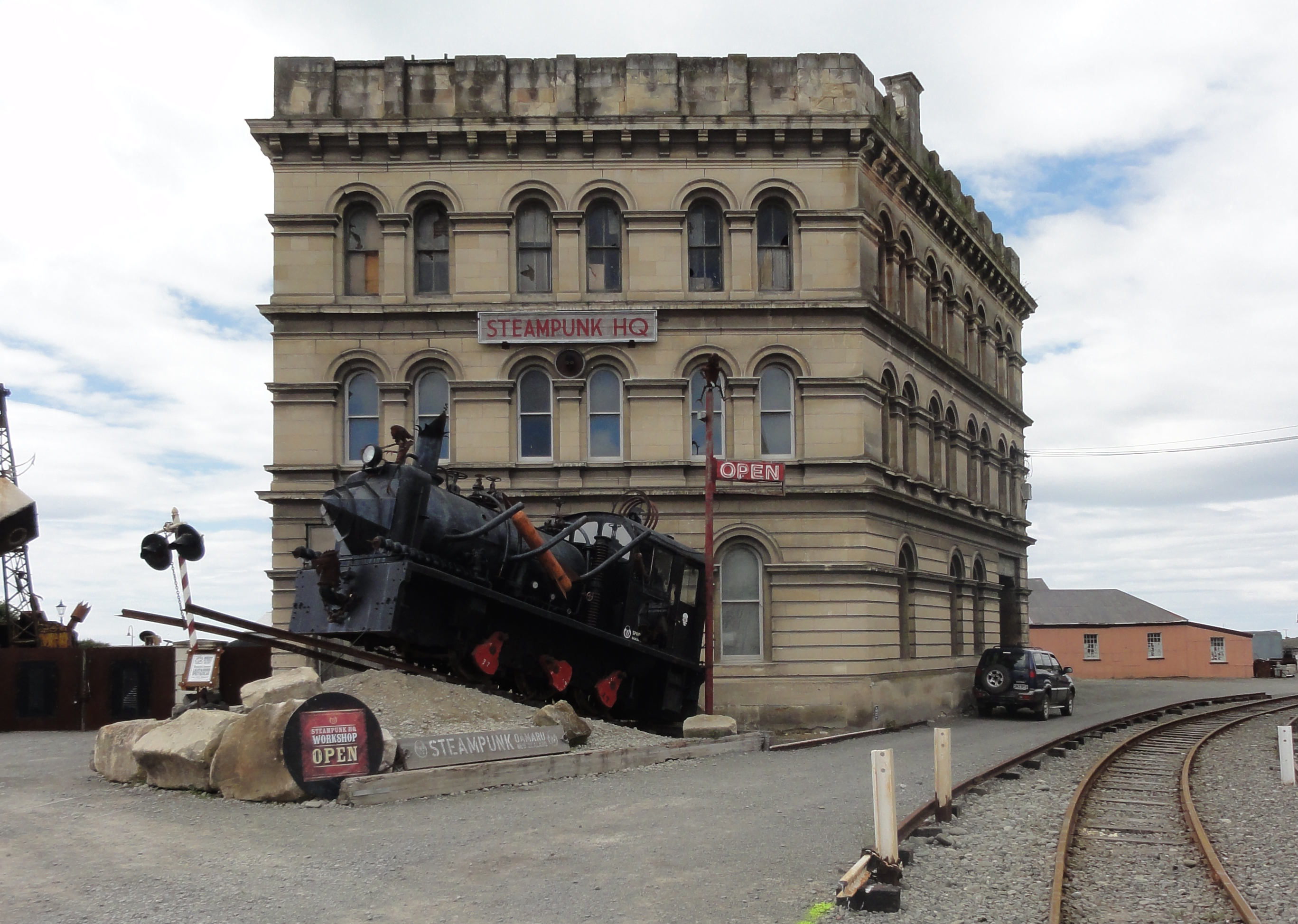
Meeks Grain Elevator Building

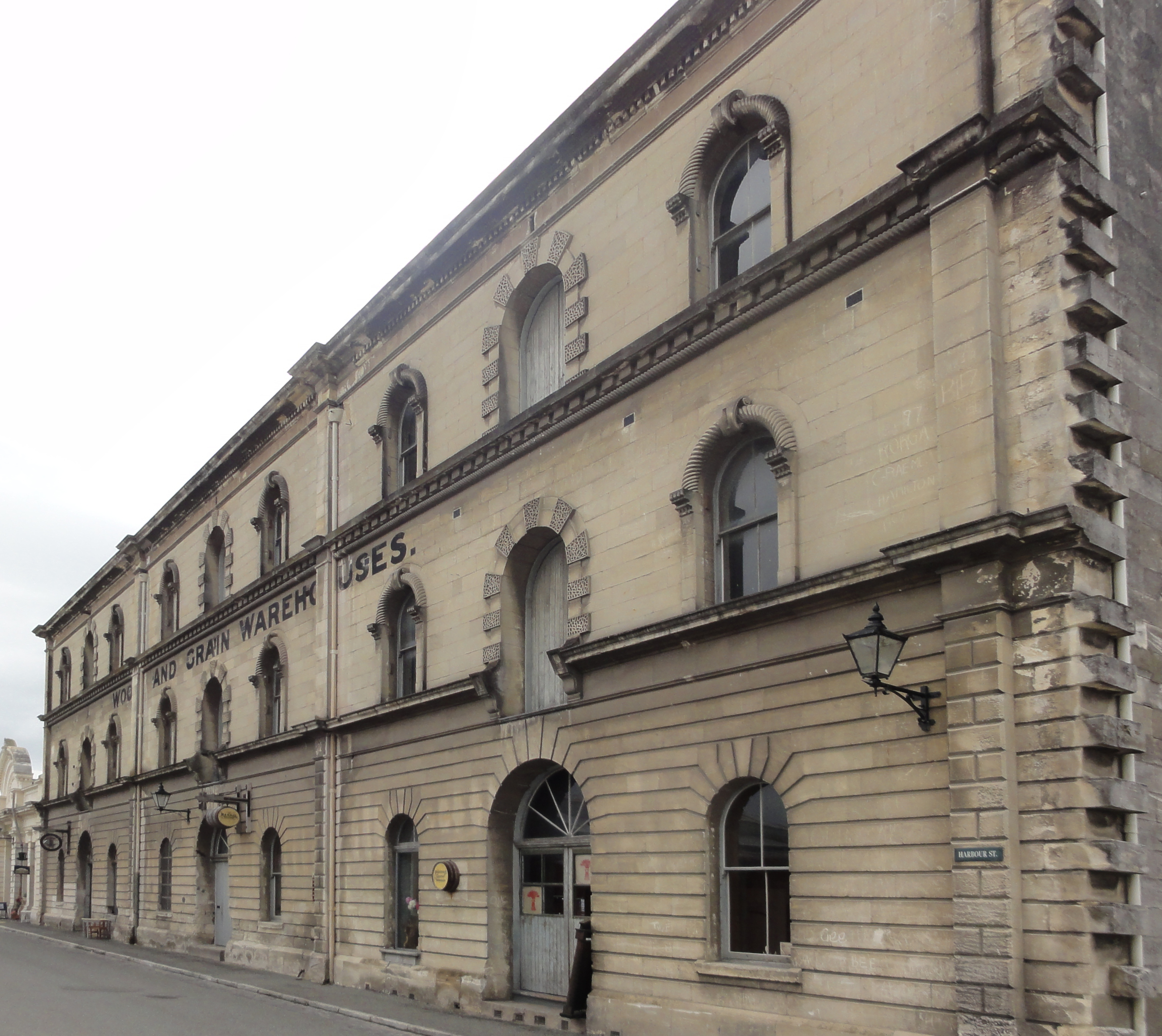
NZ Loan and Mercantile Company

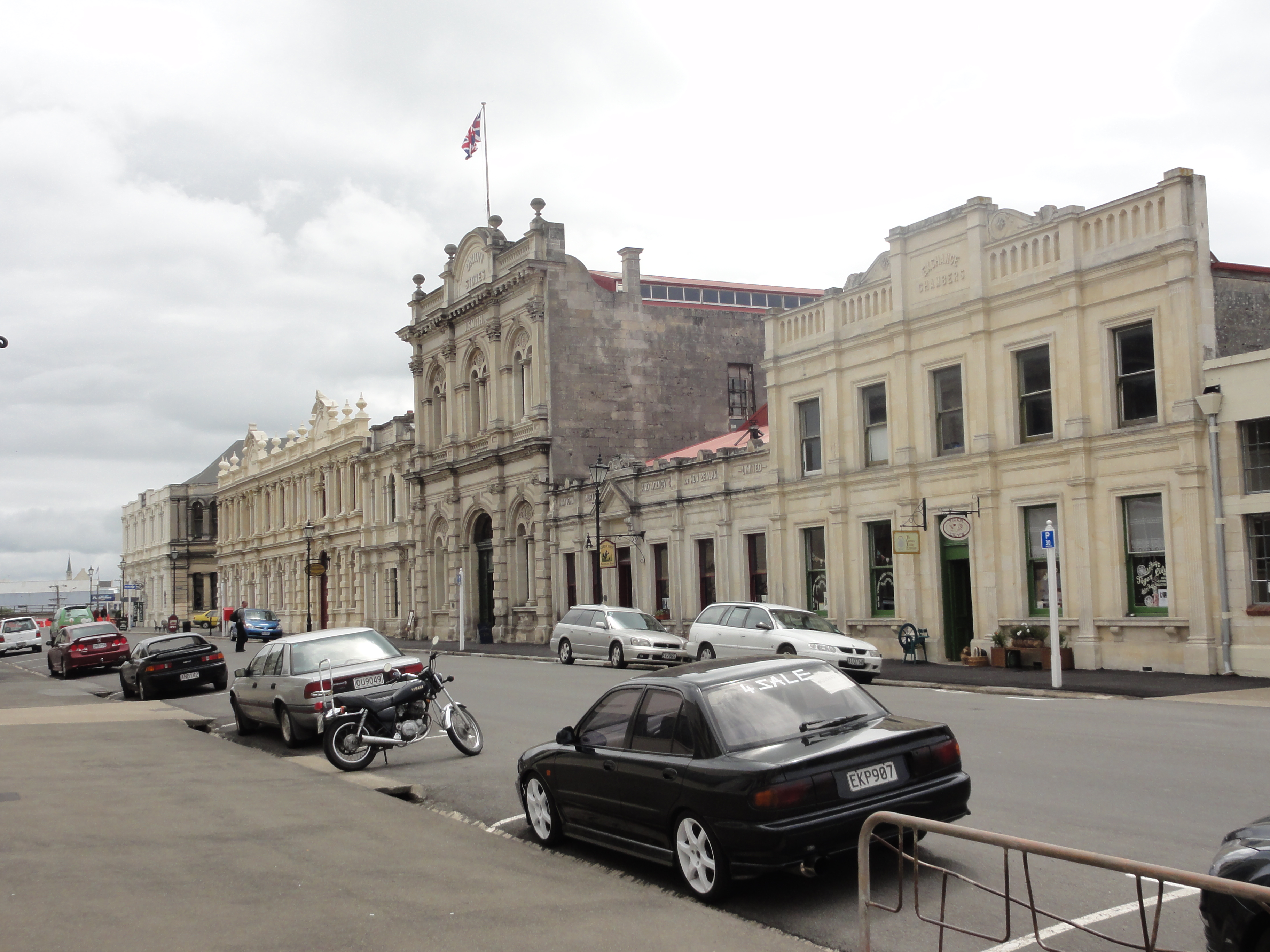
Tyne Street 1–13, Smith's Grain Store ist das hohe Gebäude in der Bildmitte

Die Harbour/Tyne Street Historic Area ist ein kulturhistorisches Flächendenkmal in Oamaru im Norden der Region Otago auf der Südinsel Neuseelands. Es umfasst die Harbour Street, die parallel dazu verlaufende Tyne Street und Teile der Querstraßen Itchen und Wansbeck Street.
Die meisten Gebäude wurden in der zweiten Hälfte des 19. Jahrhunderts im viktorianischen Stil aus Oamaru Stone, einem weißen Kalkstein errichtet.
Das Gebiet schließt an den früher bedeutsamen Seehafen von Oamaru an und war damals das wirtschaftliche Zentrum der Stadt. Dieses verschob sich in den 1880er Jahren nach Norden in die Thames Street, ein Faktor, der zur Erhaltung der alten Bausubstanz beitrug.
Trotz der aufwändig gestalteten Fassaden handelte es sich um Zweckbauten wie Lagerhäuser, Banken, Hotels und Bürogebäude. Auch heute wird ein beträchtlicher Teil der Gebäude wirtschaftlich genutzt, so als Lager oder Werkstatt. Unter Ägide des Oamaru Whitestone Trust wird ein weiterer Schwerpunkt auf die Entwicklung des Gebietes als touristische Sehenswürdigkeit gelegt.
Die wirtschaftliche Entwicklung des Gebietes begann kurz nach 1858, als das Gebiet für die Gründung einer Ortschaft vermessen wurde. Im Folgejahr wurden zwischen Tyne Street und Tees Street erste Grundstücke verkauft. Das Gästehaus von H.C. Hertslet, ein Lager von Trail, Roxby and Co. und das Northern Hotel waren Ende der 1850er Jahre unter den ersten Gebäuden. Die erste Bebauung befand sich an der Westseite der Tyne Street, der damaligen „Seepromenade“. Von diesen Holzbauwerken ist keines erhalten.
Das Land zwischen dem Meer und der Tyne Street blieb bis 1874 Ödland. Das in diesem Jahr gegründete Oamaru Harbour Board erhielt das Gebiet als Teil einer Fläche von 171 Acre, die ihm zur Entwicklung des Seehafens zur Verfügung gestellt wurden. Es wurde in Grundstücke unterteilt und verpachtet. Auch das Harbour Board selbst errichtete 1876 sein Büro im Norden der Harbour Street.
Wenige Jahre zwischen der Mitte der 1860er Jahre bis in die frühen 1880er Jahre war das Gebiet das wirtschaftliche Zentrum der Stadt. Der Wohlstand beruhte auf Getreide und Wolle, ab 1882 auch Fleisch, die von diesem Seehafen in andere Teile Neuseelands und nach Übersee verschifft wurden.
Der Bau weiterer neuer Gebäude wurde durch eine Wirtschaftskrise in der ersten Hälfte der 1880er Jahre gestoppt, die einen drastischen Verfall der Wollpreise und gleichzeitig den Wegfall der öffentlichen Ausgaben zur Folge hatte.
Als sich die neuseeländische Wirtschaft im nächsten Jahrzehnt wieder erholte, waren die Zeit von Oamaru als lokales Wirtschaftszentrum vorbei. Seit Februar 1877 gab es eine Bahnverbindung nach Christchurch, ab September 1878 nach Dunedin. Hinzu kam die Konkurrenz durch besser ausgebaute Hafenanlagen in Dunedin und Timaru. Beides schmälerte die Bedeutung Oamarus als Handelsstandort. Das schwache Wirtschaftswachstum der Stadt im vergangenen Jahrhundert trug jedoch zur Erhaltung der Bauwerke bei.

## Denkmalschutz
Das Areal wurde vom New Zealand Historic Places Trust am 16. Dezember 1994 unter Nummer 7064 als „Historic Area“ registriert. In dem unter Schutz gestellten Gebiet befinden sich mehrere Einzeldenkmale:
- AH Maude’s Stores
- A.M.P. Society Building
- Anderson and Co. Flour and Grain Merchants Store
- Bank of New Zealand Building
- Bee and Brother’s Store
- Connell and Clowe's Store
- Criterion Hotel
- Custom House
- Exchange Chambers
- Finch & Co Wine Merchants Building
- J. G. Fletts Bookstore/Royal Alfred Lodge
- Meeks Grain Elevator Building
- Meek’s Grain Store
- Neill Brothers' Store
- New Zealand Loan and Mercantile Company Warehouse
- Oamaru Harbour Board Office
- Oamaru Mail Office
- Old Northern Hotel
- Scottish Hall
- Shrimski's Sale Rooms
- Smith’s Grain Store
- Star and Garter Hotel
- Sumpter's Grain Store
- Terrace of Shops
- T.H. Brown's Auction Market
- T.H. Brown's Store
- Townsend's Store
- Union Bank of Australia Building
- Union Offices